# Divisão N.º 16 (Manitoba)
A Divisão N.º 16 é uma das vinte e três divisões do censo da província de Manitoba no Canadá. A área faz parte da Região de Parkland, no oeste de Manitoba. A população da região no censo de 2006 era de 9.945 habitantes.